# Jean Dierckx
Johannes (Jean) Franciscus Theodorus Dierckx (Turnhout, 24 april 1774 - aldaar, 5 mei 1839) was een Zuid-Nederlands politicus.

## Levensloop
Zijn oom (Jean F. Dierckx) was tijdens het Frans bewind lid van de algemene raad van het departement Twee Nethen.
Zelf was hij politiek actief tijdens de Nederlandse periode. In 1817 was hij toegetreden tot de Turnhoutse gemeenteraad en aldaar aangesteld tot schepen. In 1824 volgde hij in Willem Sanen op als burgemeester. Zelf werd hij op 19 november 1830 in deze hoedanigheid opgevolgd door Joseph Van Lieshout. Dierckx behoorde tot de orangisten, dit in tegenstelling tot zijn opvolger die tot de Belgistische strekking behoorde.
Zijn broer (Pierre) was eveneens politiek actief, evenals diens zoon Joseph.